# Écomusée de la bourrine du Bois-Juquaud
L’écomusée de la bourrine du Bois-Juquaud est une structure muséale française située dans la commune de Saint-Hilaire-de-Riez, dans le département de la Vendée et la région des Pays-de-la-Loire.
Constitué autour d’une bourrine de rive, habitation traditionnelle du Marais breton, l’écomusée est consacré à la présentation et à la description de savoir-faire et de pratiques coutumières des pays maraîchins du nord-ouest vendéen aux XIXe et XXe siècles.

## Description

### Localisation
L’écomusée se situe au nord-ouest de la Vendée. Son adresse se trouve au 4, chemin du Bois-Juquaud (officiellement « chemin du Bois-Jucaud »), au nord de la commune Saint-Hilaire-de-Riez, entre la route du Perrier et celle de Soullans. Du point de vue paysager, il est localisé dans un espace de dunes boisées — l’ancien cordon dunaire des Mattes — encerclé par le Marais breton.
| Localisation de la Vendée en France |

| Localisation de la Vendée en France |

### Site
La bourrine du Bois-Juquaud occupe une place centrale au sein de cette exploitation agricole traditionnelle ; elle se décompose en trois parties : la cuisine, la belle chambre et le four.
De plus, le site est constitué de plusieurs autres bâtiments, :
- la « grande galerie » (abritant la charrette à âne et les outils) ;
- la « petite galerie » (espace de stockage de combustibles) ;
- la « galerie » ;
- la « grange » (abritant quelques animaux) ;
- la « remise » ;
- la « laiterie » (espace de stockage de denrées alimentaires) ;
- le « jouqritt » (poulailler).

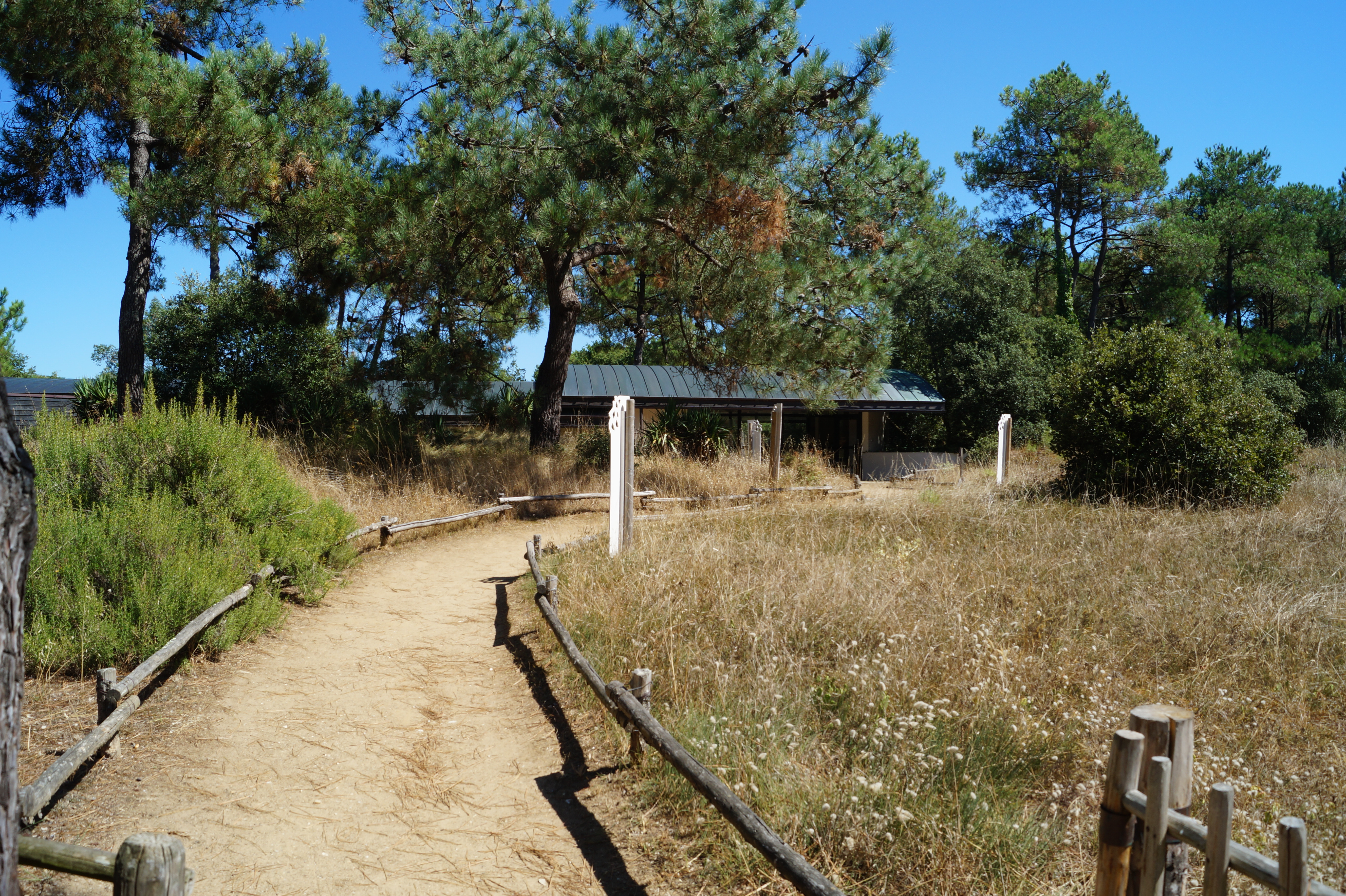
Une vue du chemin menant du site à l’écomusée.

Aussi, des espaces comme l’enclos ou le potager sont situés aux extrémités de l’exploitation.

### Écomusée
L’écomusée se divise en trois parties.
La première abrite l’accueil et la boutique. La deuxième est une salle qui héberge des expositions temporaires, comme celle consacrée à l’ancienne propriétaire, Armandine Grandemer, en 2016. Enfin, la troisième est un espace multimédia ludique consacré à la tradition maraîchine et aux pratiques locales.

## Historique
La bourrine principale est construite en 1818. Jusqu’à la mort de sa dernière habitante, Armandine Gandemer (1887-1967), elle était occupée par les membres d’une même famille du Marais breton. Elle est l’objet d’un legs à la commune de Saint-Hilaire-de-Riez en 1970.
Alors que la bourrine menace de s’effondrer en 1984, les premières rénovations sont effectuées par la commune, à la demande de l’association Arts et traditions populaires, en 1985.

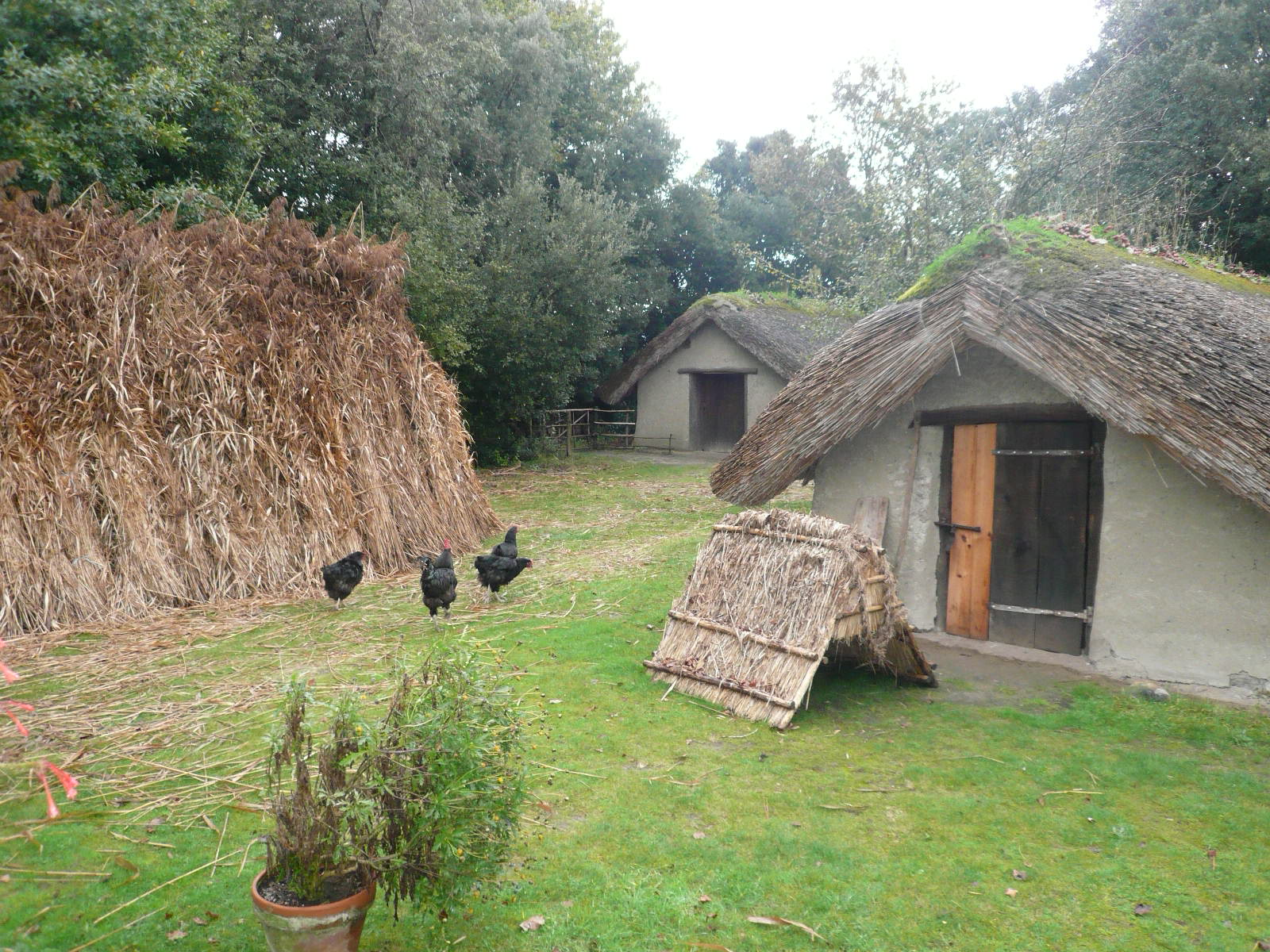
Le site de la bourrine du Bois-Juquaud en octobre 2008 avant la restauration.

Par une délibération du 10 septembre 1985, le conseil municipal de cette commune sollicite l’aide du conseil général dans le cadre d’un projet de rénovation de la bourrine qui conduirait à inscrire la structure comme antenne de l’écomusée départemental. Cette proposition est acceptée par les élus du département lors de la séance du 22 novembre 1985. Toutefois, le site ne devient une antenne de l’écomusée départemental qu’à la signature d’une convention entre le département et la commune, le 28 juillet 1986.
Le projet s’articule autour de trois axes principaux : « le sauvetage et la restauration » de la bourrine principale ; la reconstitution des bâtiments annexes ; et l’arrangement des abords du site. En outre, en 1989, la commune souhaite agrémenter celui-ci d’un espace d’accueil et d’exposition. Cet espace ouvre ses portes la même année. En 2013, la municipalité hilairoise entreprend et finance une nouvelle restauration, mettant notamment en œuvre le renforcement des bâtiments du site.
De plus, à l’occasion d’une délibération, le 6 décembre 1996, le conseil général apporte son approbation pour l’acquisition de 2 hectares, 47 ares et 35 centiares de terrains autour de la bourrine. Ces derniers, achetés par le département avant le 31 décembre 1999, font l’objet d’une protection au titre des espaces naturels sensibles (ENS) en tant qu’espaces boisés avec 19 ares et 17 centiares de dunes et de landes — soit une superficie totale de 2 hectares, 66 ares et 52 centiares — par décision du 9 février 2001.
De son côté, la commune est propriétaire de la bourrine et de quelques ares aux alentours de celle-ci,. Avec la Faye et la Corniche vendéenne, le site du « bois Juquaud » est l’un des trois espaces naturels sensibles de la commune de Saint-Hilaire-de-Riez,.

## Administration
Propriété de la commune de Saint-Hilaire-de-Riez, l’écomusée est géré par le Comité des usagers de la bourrine du Bois-Juquaud, une association créée en 1987, devenue, en février 2016, Les Amis de la bourrine du Bois-Juquaud,.
Présidence de l’association :
- Jean Bouillon (avant 2013[20]) ;
- Annette Moreau (à partir de 2014[24]).

## Classement et fréquentation
L’écomusée dispose du label « musée de France » depuis le 28 juillet 2004,.
Situé à proximité de stations balnéaires de la Côte de Lumière, il connaît une fréquentation touristique importante, notamment l’été. La fréquentation annuelle était estimée à 18 000 visiteurs en 2012, à 16 500 en 2013, et à 20 200 en 2014.

## Galerie

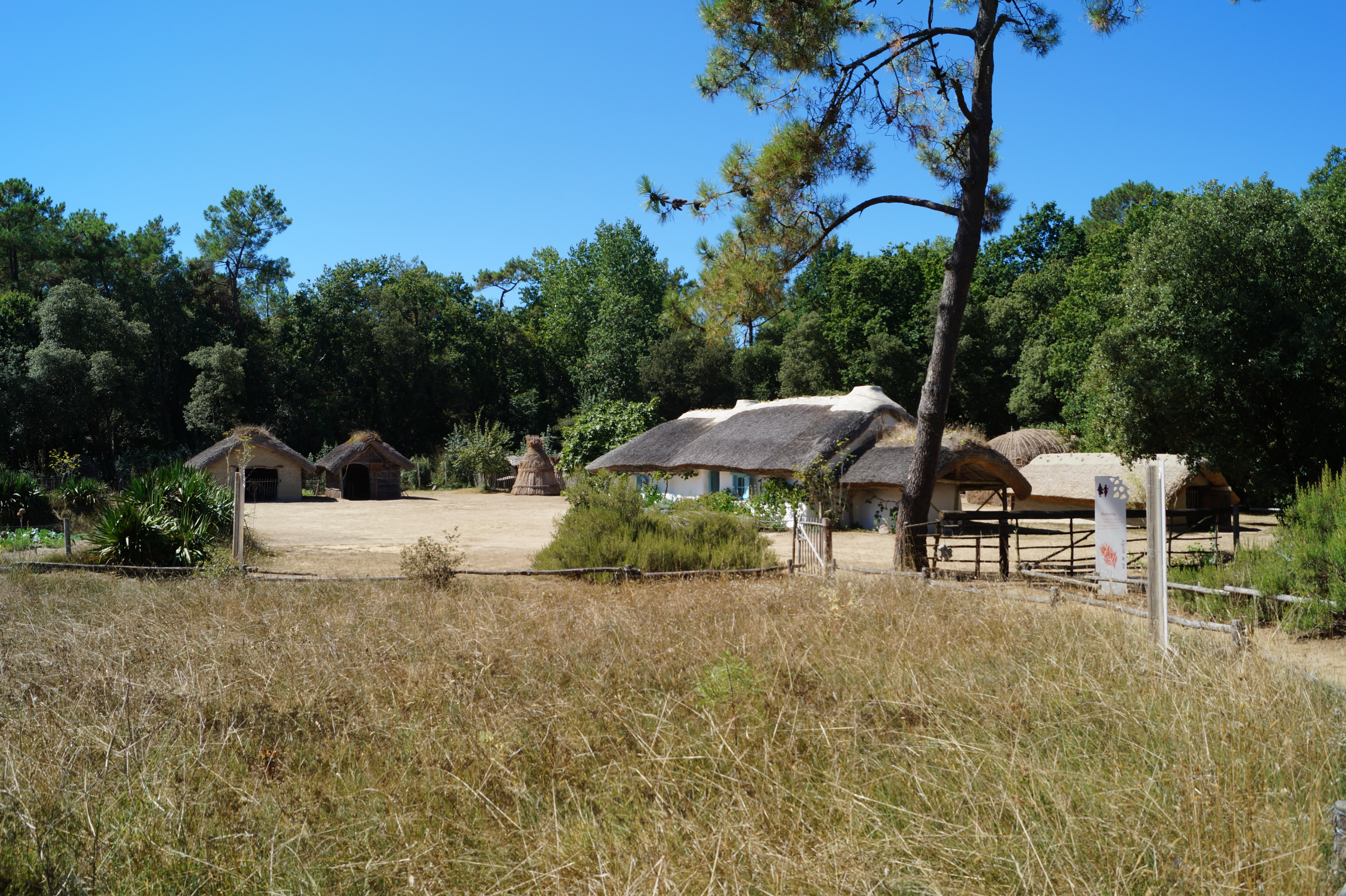
Vue générale du site.
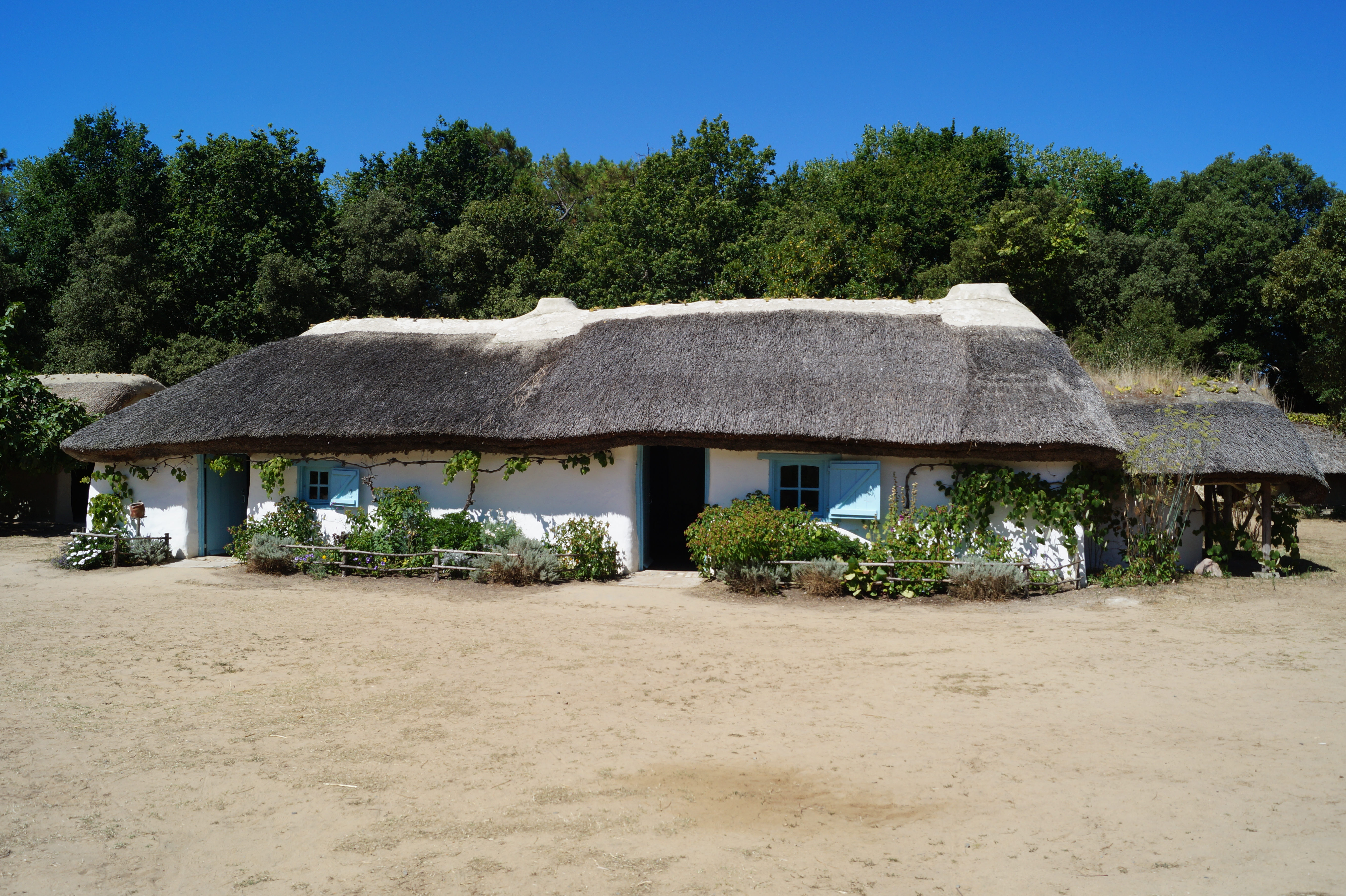
La bourrine en été.
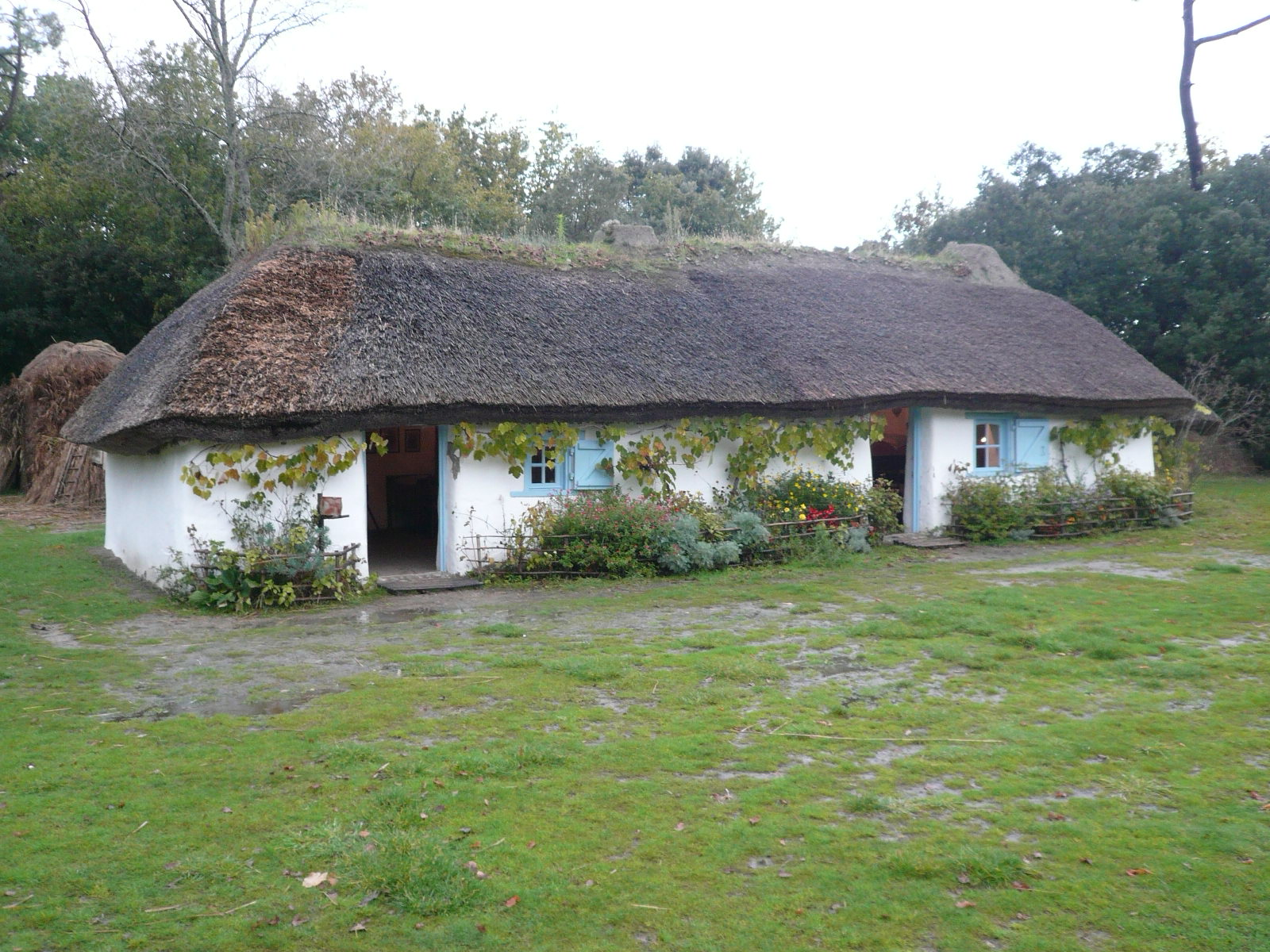
La bourrine en hiver.
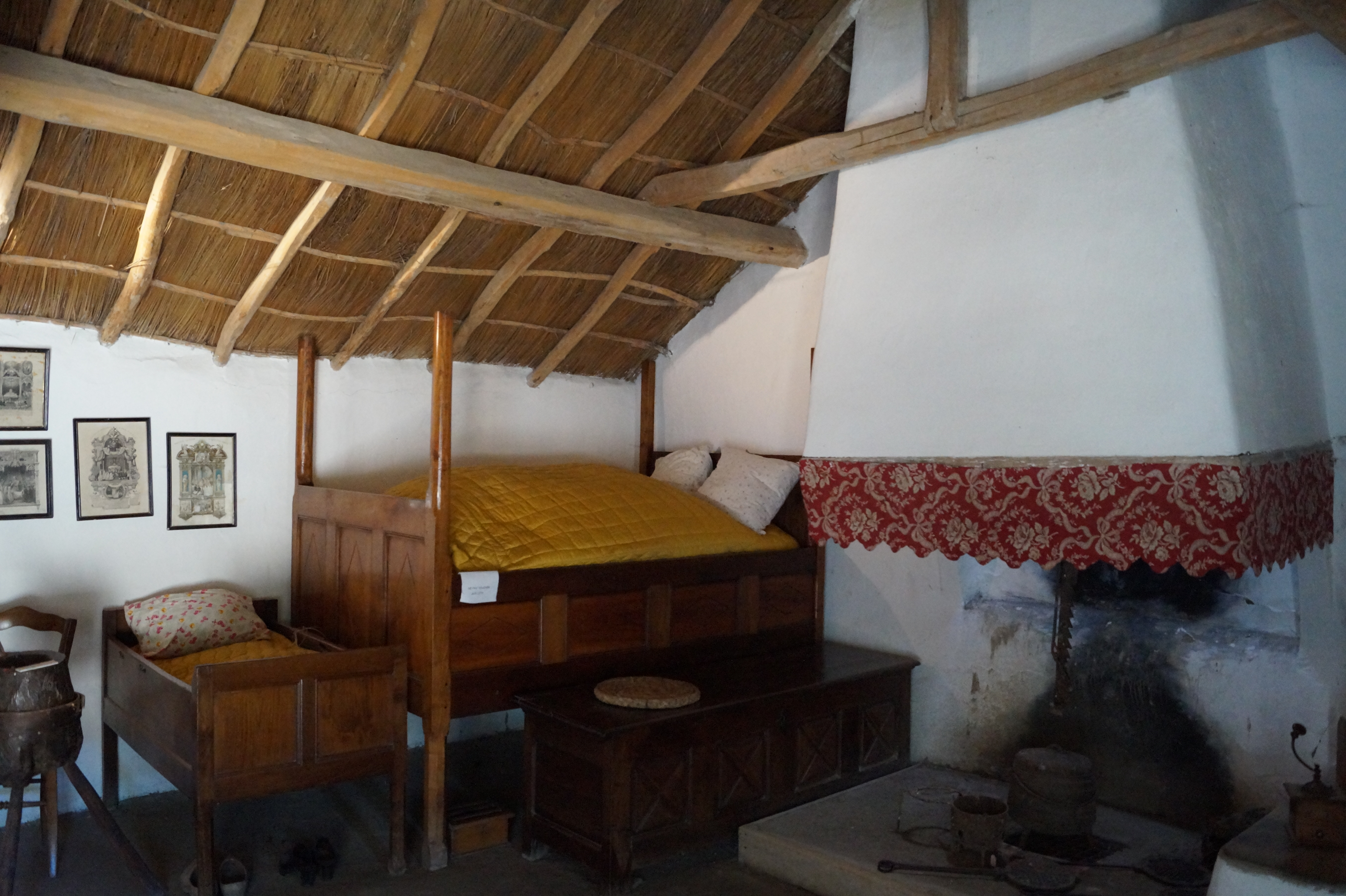
Vue intérieure de la bourrine : le lit et la cheminée de la cuisine.
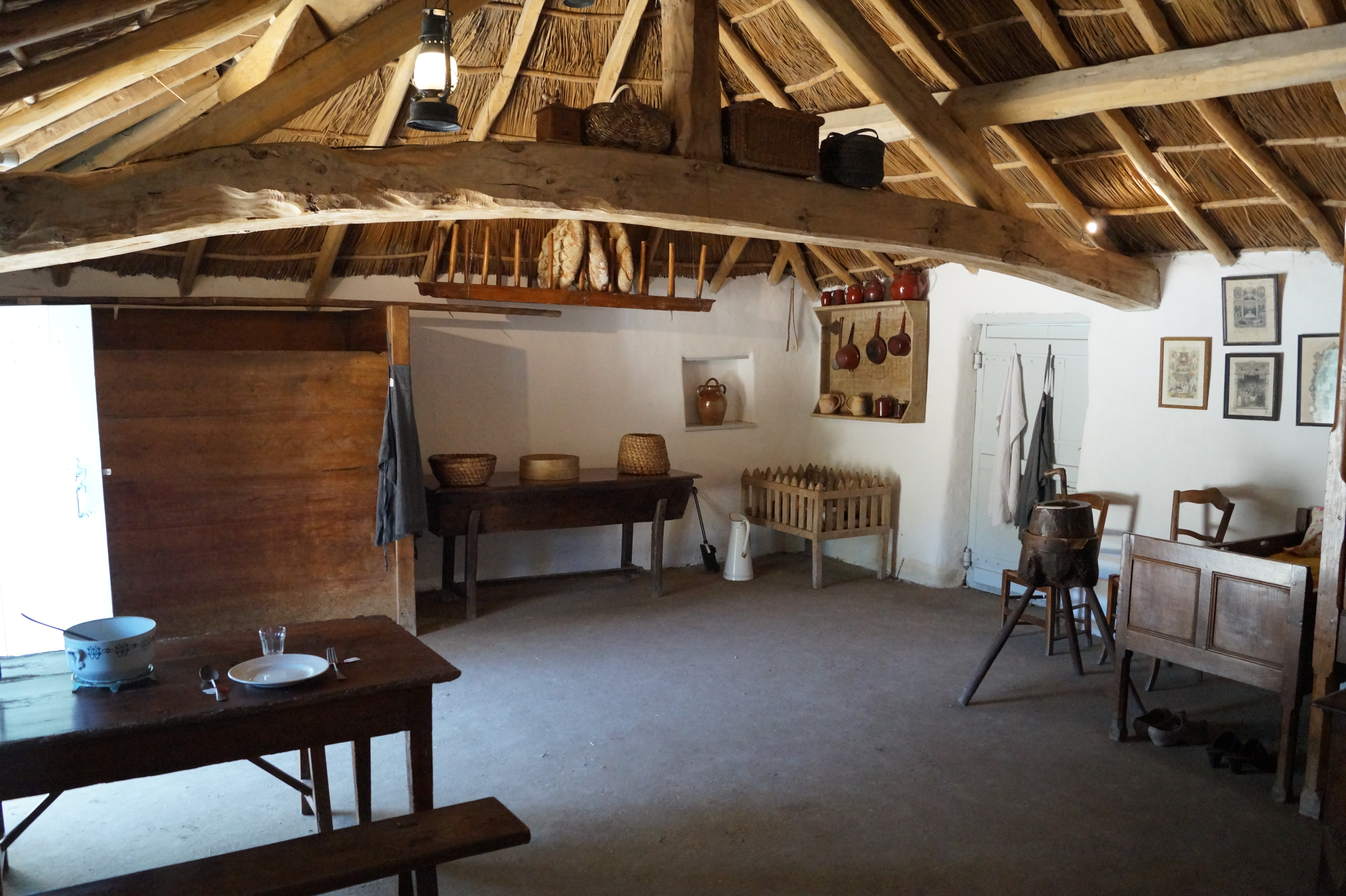
Vue intérieure de la bourrine : la cuisine.
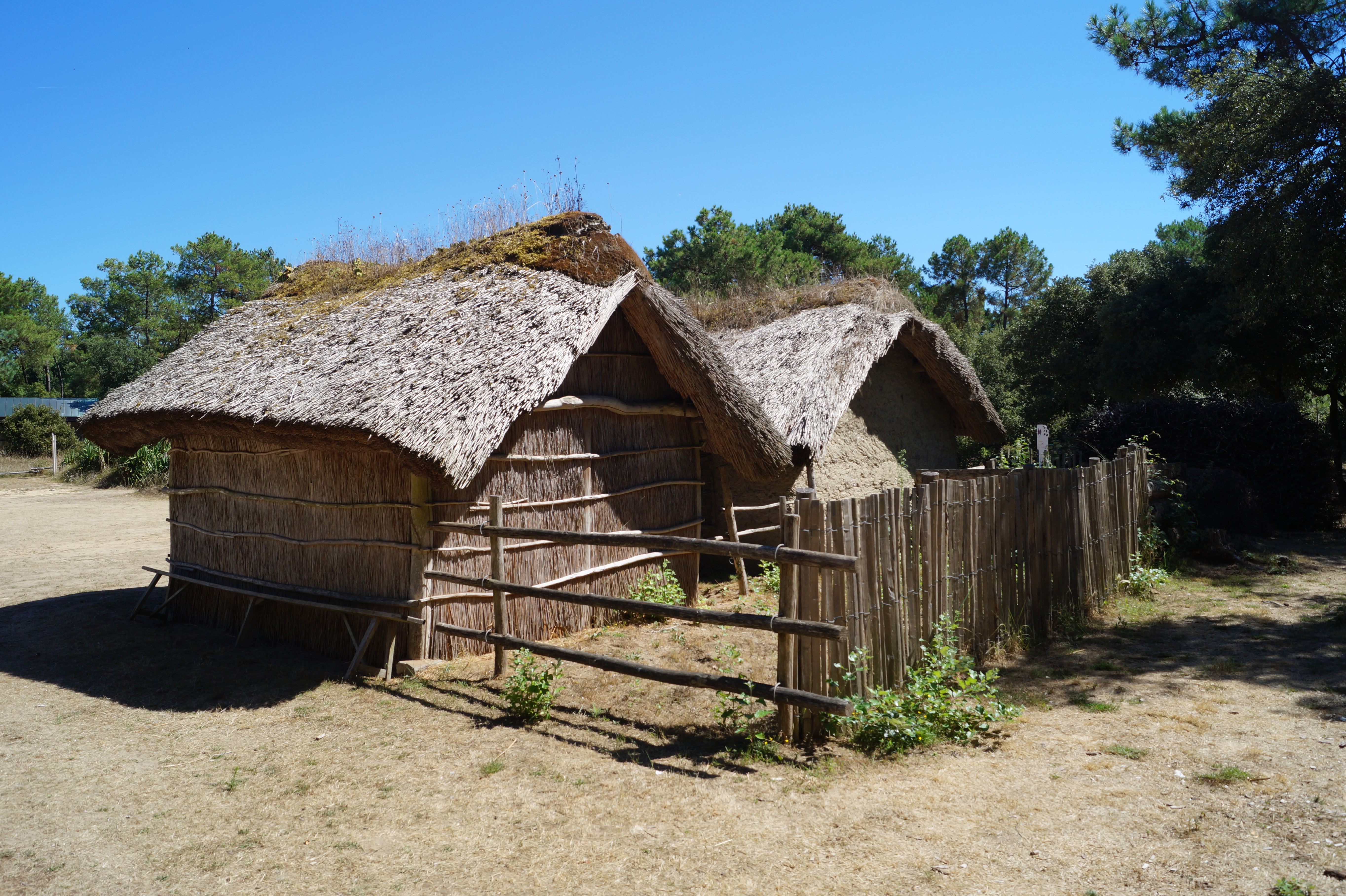
La grande et la petite galerie.
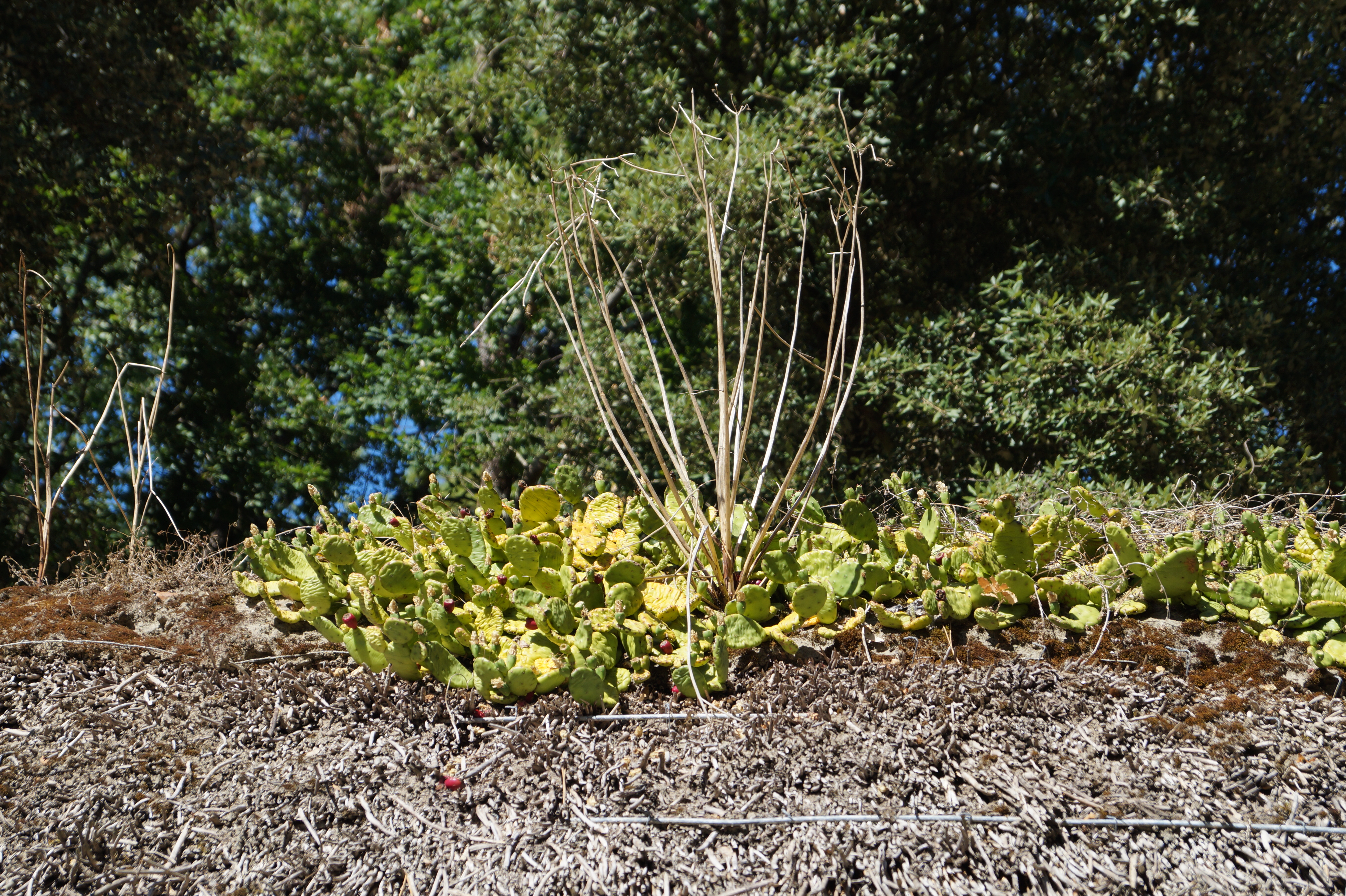
La toiture d’une galerie.
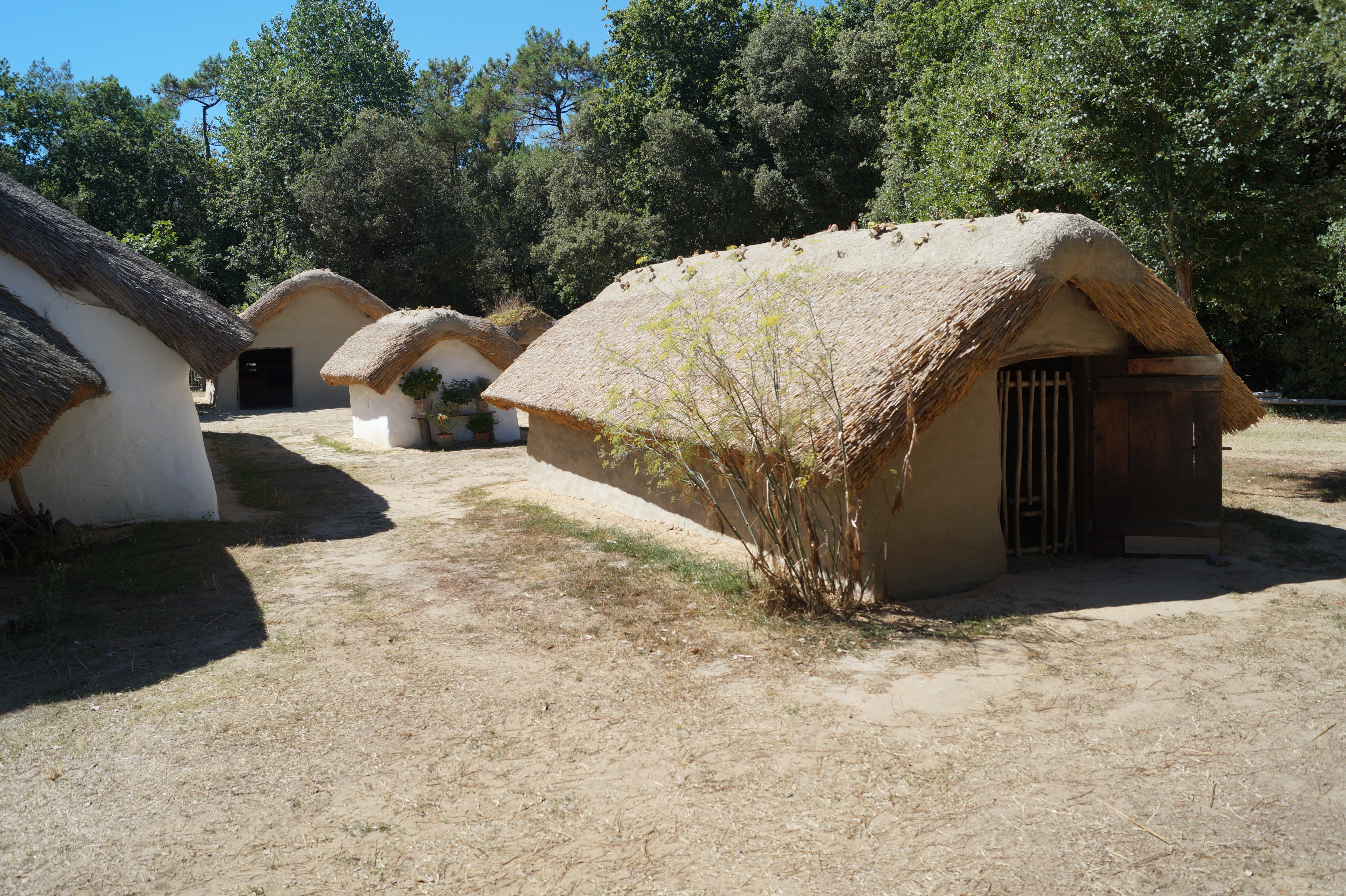
La grange, la laiterie et le jouqritt.
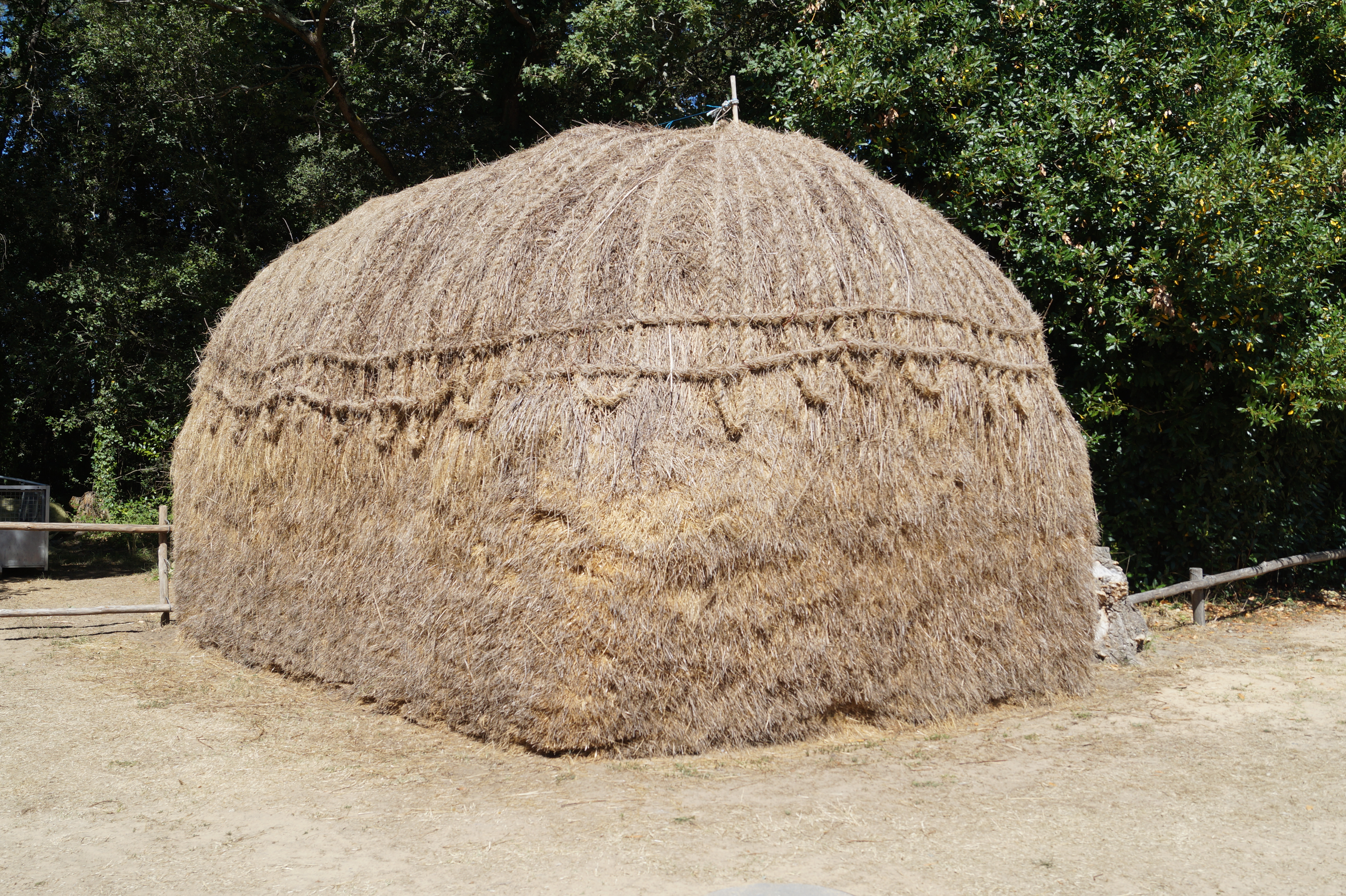
Une meule.

#### Ouvrages
- Carole Chollet, Jean-Paul Labourdette, Dominique Auzias et al., Vendée : 2013, Paris, Nouvelles Éditions de l’Université, coll. « Petit Futé », 2013, 408 p. (ISBN 978-2-7469-6672-7), p. 159
- Olivier Gautier, « La régulation idéologique d’une politique territoriale : l’exemple de la Vendée villiériste », dans Lionel Arnaud, Romain Pasquier et Christian Le Bart (dir.), Idéologies et action publique territoriale : La politique change-t-elle encore les politiques ?, Rennes, Presses universitaires de Rennes, coll. « Res publica », 2006, 256 p. (ISBN 2-7535-0340-0), p. 197-210
- Des curés aux entrepreneurs : La Vendée au XXe siècle (actes du colloque tenu à La Roche-sur-Yon les 24, 25 et 26 avril 2003), La Roche-sur-Yon, Centre vendéen de recherches historiques, 2004, 740 p. (ISBN 2-911253-19-1)

#### Autres
- Saint-Hilaire-de-Riez, Guide de la bourrine du Bois-Juquaud : Musée de France, date de publication inconnue, 6 p.
- Saint-Hilaire-de-Riez, La Bourrine du Bois-Juquaud, 2016, 8 p. (lire en ligne [PDF])
- Écodeva Conseil, Agenda 21 de Saint-Hilaire-de-Riez : État des lieux du territoire, t. 2, septembre 2010, 91 p. (lire en ligne [PDF])
- Citadia, Plan local d’urbanisme de Saint-Hilaire-de-Riez : Rapport de présentation, t. 1, 2011, 183 p. (lire en ligne [PDF])
- Conseil général de la Vendée, Les Espaces naturels sensibles en Vendée, 31 mars 2014, 1 p.